# Église Saint-Pierre de Tourtrès
Pour les articles homonymes, voir Église Saint-Pierre.
L'église Saint-Pierre est une église catholique située à Tourtrès, en France.

## Localisation
L'église Saint-Pierre est située à Tourtrès, dans le département français de Lot-et-Garonne.

## Historique
La découverte de sarcophages près de l'église montre que la paroisse a dû être créée au Haut Moyen Âge.
L'église est mentionnée pour la première fois au XIIIe siècle.
L'église a été entièrement reconstruite à la fin du XVe siècle ou au début du XVIe siècle. Un document de 1597 indique que l'église n'a plus de couverture.
L'architecte agenais Ephraïm Pinètre a proposé un projet de restauration de l'église en 1897 qui est rejeté. Il propose un nouveau projet en 1900, mais les murs s'écroulent en 1901 arrêtant le voûtement de l'église qui est abandonné. L'entrepreneur Mercadet a reconstruit partiellement les murs.
L'intérieur de l'église a été restauré dans les années 1990.
L'édifice est inscrit au titre des monuments historiques le 21 mai 1957,.